# All About Steve
Pour plus de détails, voir Fiche technique et Distribution.
All About Steve est un film de Phil Traill avec Sandra Bullock et Bradley Cooper sorti en 2009.

## Synopsis
Une brillante verbicruciste décide, après un premier rendez-vous rapide, qu'un cameraman de CCN est son âme sœur. Étant donné que le métier de cameraman le fait se déplacer çà et là, elle traverse le pays de long en large, profitant de l'occasion pour participer à des événements médiatiques tout en essayant de le convaincre qu'ils sont faits l'un pour l'autre. Lors de son périple, elle rencontre un groupe de marginaux qui l'apprécient pour ce qu'elle est…

## Fiche technique
- Titre original : All About Steve (littéralement « Tout sur Steve »)
- Réalisation : Phil Traill
- Scénario : Kim Barker
- Musique : Christophe Beck
- Production : Sandra Bullock et Mary McLaglen
- Société de distribution : 20th Century Fox (France)
- Pays d'origine :  États-Unis
- Langue originale : anglais
- Genre : comédie romantique
- Format : couleur - 1,85:1 - 35 mm - son DTS
- Durée : 99 minutes
- Lieu de tournage : Santa Clarita, Californie
- Dates de sortie :
  - États-Unis : 4 septembre 2009
  - Canada : 4 septembre 2009
  - France : 24 mars 2010

## Distribution
- Sandra Bullock (VFB : Guylaine Gibert ; VQ : Hélène Mondoux) : Mary Horowitz
- Bradley Cooper (VFB : Sébastien Hébrant ; VQ : Yves Soutière) : Steve Miller
- Thomas Haden Church (VFB : Robert Guilmard ; VQ : Éric Gaudry) : Hartman Hughes
- Ken Jeong (VFB : Frédéric Meaux ; VQ : Nicolas Charbonneaux-Collombet) : Angus Tran
- DJ Qualls (VFB : Aurélien Ringelheim ; VQ : Martin Desgagné) : Howard
- Katy Mixon (VFB : Marie Van Ermengem ; VQ : Violette Chauveau) : Elizabeth
- Howard Hesseman (VFB : Alexandre von Sivers) : M. Horowitz
- Beth Grant (VFB : Carine Seront) : Mrs. Horowitz
- Holmes Osborne (VFB : Erwin Grünspan) :  Soloman
- Jonathan Chase : Dave
- Luenell : femme du protestateur
- Keith David (VFB : Patrick Descamps ; VQ : Pierre Chagnon) : Corbitt
- Noah Munck : étudiant
- Charlyne Yi : jeune manifestante
- Carlos Gómez : le responsable chargé des secours

## Autour du film
Nommé cinq fois aux Razzie Awards, le film fut récompensé dans les catégories pire actrice (Sandra Bullock) et pire couple à l'écran (Sandra Bullock et Bradley Cooper). Sandra Bullock est venue en personne récupérer ses récompenses (seulement deux autres personnes avant elle sont venues prendre leur récompense en mains propres). Au lendemain de la cérémonie des Razzie Awards, Sandra Bullock reçut l'Oscar de la meilleure actrice pour The Blind Side.